# 石渡坦豊
石渡 坦豊（いしわた やすとよ、1866年1月6日（慶応元年11月20日） - 1937年（昭和12年）2月）は、明治後期から昭和時代初期の政治家。教育者。神奈川県横須賀市長、三浦郡豊島町長。

## 経歴
石渡養泰の二男として相模国三浦郡公郷村（神奈川県三浦郡豊島村、豊島町を経て現横須賀市）に生まれる。1886年（明治19年）神奈川県師範学校を卒業し、三浦郡不入斗学校の教員となる。三浦郡教育会設立の先頭に立ち、1888年（明治21年）実現させた。1892年（明治25年）豊島町長となり、1906年（明治39年）まで務め、尋常高等豊島小学校（現横須賀市立豊島小学校）や横須賀・豊島両町組合立横須賀実業補習学校（現横須賀市立工業高等学校）の設立に尽くした。
この間、1900年（明治33年）神奈川県会議員となり、三浦郡教育会名誉会長、横須賀市学務委員長などを経て、1924年（大正13年）12月6日、横須賀市長に就任した。関東大震災からの復興、市立横須賀病院の設立、市庁舎・市営市場の建設、隣保会館の建設などに努めた。1927年（昭和2年）5月26日に市長を辞し、その後は横須賀商業学校（現横須賀市立横須賀総合高等学校）初代校長を務めた。墓所は横須賀市妙真寺。

## 親族
- 娘婿：鈴木百太郎（鈴木商店取締役、味の素創設者・鈴木三郎助の養子）[3]